# The Flatliners
The Flatliners es una banda de punk rock de  Toronto, Ontario, Canadá. Desde su formación en 2002, han sido una influencia creciente en la escena de punk/ska en el Área Metropolitana de Toronto. Actualmente, graban para el sello discográfico Fat Wreck Chords.

## Miembros
- Chris Cresswell (Guitarra, Voz)
- Scott Brigham (Guitarra)
- Jon Darbey (Bajo)
- Paul Ramírez (Batería)
- Germán Armada (Saxofón)

## Discografía

### Discos
- 2002 Demo
- 2005 Destroy to Create (Stomp Records)
- 2007 The Great Awake (Fat Wreck Chords)
- 2010 Cavalcade (Fat Wreck Chords)
- 2013 Dead Language (Fat Wreck Chords)
- 2017 Inviting Light

### Compilaciones
- Who Said Ska's Dead? (Picking at my Brain, Bad News, Dick on a Power Trip, Crapshoot), Cresswell Records (2003)
- Like Nobodies Business (Spill Your Guts), Pezmosis Music Productions (2005)
- Like Nobodies Business II (...And the World Files For Chapter 11), Pezmosis Music Productions (2006)

## Videografía
- Fred's Got Slacks (2005)
- Broken Bones (2006)
- Eulogy (2007)
- This Respirator (2008)